# Manania handi
Manania handi är en nässeldjursart som beskrevs av Helen K. Larson och Daphne G. Fautin 1989. Manania handi ingår i släktet Manania och familjen Depastridae. Inga underarter finns listade i Catalogue of Life.